# Box na Letních olympijských hrách 2000
Box na Letních olympijských hrách 2000 v Austrálii.

## Medailisté

### Muži
| Kategorie                    | Zlato                                      | Stříbro                                         | Bronz                               | Bronz                                          |
| ---------------------------- | ------------------------------------------ | ----------------------------------------------- | ----------------------------------- | ---------------------------------------------- |
| Lehká muší váha (– 48 kg)    | Brahim Asloum · Francie (FRA)              | Rafael Lozano · Španělsko (ESP)                 | Kim Un-Chol · Severní Korea (PRK)   | Maikro Romero · Kuba (CUB)                     |
| Muší váha (– 51 kg)          | Wijan Ponlid · Thajsko (THA)               | Bolat Žumadilov · Kazachstán (KAZ)              | Jérôme Thomas · Francie (FRA)       | Vladimir Sidorenko · Ukrajina (UKR)            |
| Bantamová váha (– 54 kg)     | Guillermo Rigondeaux · Kuba (CUB)          | Raimkul Malachbekov · Rusko (RUS)               | Serhiy Danylchenko · Ukrajina (UKR) | Clarence Vinson · Spojené státy americké (USA) |
| Pérová váha (– 57 kg)        | Bekzat Sattarchanov · Kazachstán (KAZ)     | Ricardo Juarez · Spojené státy americké (USA)   | Tahar Tamsamani · Maroko (MAR)      | Kamil Djamaloudinov · Rusko (RUS)              |
| Lehká váha (– 60 kg)         | Mario Kindelán · Kuba (CUB)                | Andriy Kotelnyk · Ukrajina (UKR)                | Cristián Bejarano · Mexiko (MEX)    | Aleksandr Maletin · Rusko (RUS)                |
| Velterová váha (– 63.5 kg)   | Mahammatkodir Abdullaev · Uzbekistán (UZB) | Ricardo Williams · Spojené státy americké (USA) | Mohamed Allalou · Alžírsko (ALG)    | Diógenes Luña · Kuba (CUB)                     |
| Lehká střední váha (– 67 kg) | Oleg Saitov · Rusko (RUS)                  | Sergey Dotsenko · Ukrajina (UKR)                | Vitalie Gruşac · Moldavsko (MDA)    | Dorel Simion · Rumunsko (ROM)                  |
| Lehkotěžká (– 71 kg)         | Jermachan Ibraimov · Kazachstán (KAZ)      | Marian Simion · Rumunsko (ROM)                  | Pornchai Thongburan · Thajsko (THA) | Jermain Taylor · Spojené státy americké (USA)  |
| Střední váha (– 75 kg)       | Jorge Gutiérrez · Kuba (CUB)               | Gaydarbek Gaydarbekov · Rusko (RUS)             | Vugar Alakparov · Ázerbájdžán (AZE) | Zsolt Erdei · Maďarsko (HUN)                   |
| Polotěžká váha (– 81 kg)     | Alexandr Lebzjak · Rusko (RUS)             | Rudolf Kraj · Česko (CZE)                       | Andriy Fedchuk · Ukrajina (UKR)     | Sergey Mihaylov · Uzbekistán (UZB)             |
| Těžká váha (– 91 kg)         | Félix Savón · Kuba (CUB)                   | Sultan Ibragimov · Rusko (RUS)                  | Vladimer Tchanturia · Gruzie (GEO)  | Sebastian Köber · Německo (GER)                |
| Super těžká váha (+ 91 kg)   | Audley Harrison · Velká Británie (GBR)     | Mukhtarkhan Dildabekov · Kazachstán (KAZ)       | Paolo Vidoz · Itálie (ITA)          | Rustam Saidov · Uzbekistán (UZB)               |

## Přehled medailí podle zemí
| Pořadí | Země                   | Zlato | Stříbro | Bronz | Celkově |
| ------ | ---------------------- | ----- | ------- | ----- | ------- |
| 1      | Kuba                   | 4     | 0       | 2     | 6       |
| 2      | Rusko                  | 2     | 3       | 2     | 7       |
| 3      | Kazachstán             | 2     | 2       | 0     | 4       |
| 4      | Uzbekistán             | 1     | 0       | 2     | 3       |
| 5      | Francie                | 1     | 0       | 1     | 2       |
| 6      | Thajsko                | 1     | 0       | 1     | 2       |
| 7      | Velká Británie         | 1     | 0       | 0     | 1       |
| 8      | Ukrajina               | 0     | 2       | 3     | 5       |
| 9      | Spojené státy americké | 0     | 2       | 2     | 4       |
| 10     | Rumunsko               | 0     | 1       | 1     | 2       |
| 11     | Česko                  | 0     | 1       | 0     | 1       |
| 12     | Španělsko              | 0     | 1       | 0     | 1       |
| 13     | Alžírsko               | 0     | 0       | 1     | 1       |
| 13     | Ázerbájdžán            | 0     | 0       | 1     | 1       |
| 13     | Gruzie                 | 0     | 0       | 1     | 1       |
| 13     | Německo                | 0     | 0       | 1     | 1       |
| 13     | Maďarsko               | 0     | 0       | 1     | 1       |
| 13     | Itálie                 | 0     | 0       | 1     | 1       |
| 13     | Mexiko                 | 0     | 0       | 1     | 1       |
| 13     | Moldavsko              | 0     | 0       | 1     | 1       |
| 13     | Maroko                 | 0     | 0       | 1     | 1       |
| 13     | Severní Korea          | 0     | 0       | 1     | 1       |